# Jérôme Fernandez
Jérôme Fernandez (Cenon, 7 de março de 1977) é um handebolista profissional francês, bicampeão olímpico.